# Balthasar Trischberger
Balthasar Trischberger (orthographié aussi Drischberger), baptisé le 16 décembre 1721 à Reichersbeuern et mort le 9 décembre 1777 à Munich, est un architecte baroque bavarois.

## Biographie
Balthasar Trischberger est le fils d'un organiste et maître d'école de Reichersbeuern. Il est l'élève d'Ignaz Anton Gunetzrhainer (de), maître d'œuvre munichois, entre 1740 et 1743. Il est maître à son tour en 1760 après son mariage et dirige à partir de 1766 la confrérie des maîtres d'œuvre de Munich. La plupart de ses œuvres furent des remaniements de constructions d'églises ou d'abbayes baroques, bâties par des architectes comme Johann Michael Fischer à l'abbaye d'Altomünster.

## Quelques œuvres

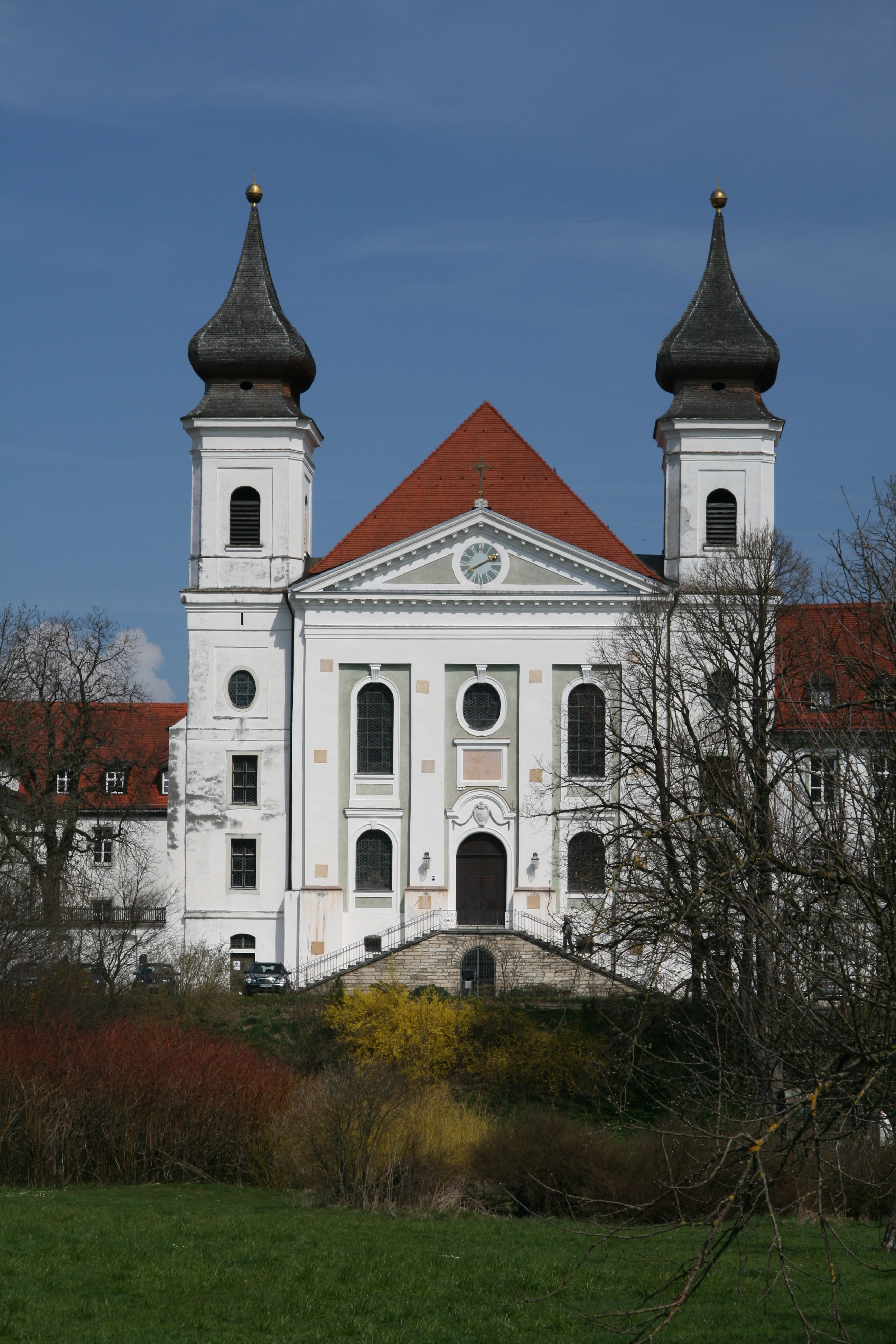
Façade de l'église de l'abbaye de Schlehdorf

- 1765 : Église Saint-Jean-Baptiste d'Inning am Ammersee
- 1773-1780 : Abbaye de Schlehdorf
- 1774 : Église Notre-Dame-de-la-Visitation (de) de Perchting (de)
- 1775 : Chapelle Saint-Georges de Delling